# Список почесних консульств Польщі
Нижче представлено список почесних консульств Польщі. Польща має дипломатичні стосунки із всіма 193 членами ООН, Ватиканом, Палестинською державою та Мальтійським орденом. В 88 з цих країн є посольство Польщі, із них в 17 є також генеральні консульства. В багатьох містах, де немає професійного дипломатичного чи консульського представництва, були відкриті почесні консульства, в яких працюють почесні консули, які не є професійними дипломатами і для яких обов'язки почесного консула не є основним працевлаштуванням. Наразі, Польща має 151 почесне консульство.

## Європа
- Австрія: Грац
- Австрія: Зальцбург
- Австрія: Інсбрук
- Австрія: Клагенфурт-ам-Вертерзе
- Бельгія: Антверпен
- Бельгія: Гент
- Бельгія: Ла-Лув'єр
- Велика Британія: Кіддермінстер
- Велика Британія: Кінгстон-апон-Галл
- Велика Британія: Н'юрі
- Гібралтар: Гібралтар
- Греція: Іракліон
- Греція: Патри
- Греція: Пірей
- Греція: Салоніки
- Данія: Орхус
- Данія: Свендборг
- Ірландія: Корк
- Ірландія: Лімерик
- Ісландія: Селтьярнарнес
- Іспанія: Валенсія
- Іспанія: Віго
- Іспанія: Лас-Пальмас-де-Гран-Канарія
- Іспанія: Малага
- Іспанія: Мурсія
- Іспанія: Пальма
- Іспанія: Памплона
- Італія: Барі
- Італія: Болонья
- Італія: Генуя
- Італія: Неаполь
- Італія: Падуя
- Кіпр: Лімасол
- Литва: Клайпеда
- Ліхтенштейн: Вадуц
- Мальта: Валлетта
- Монако: Монако
- Нідерланди: Амстердам
- Нідерланди: Апелдорн
- Німеччина: Бремен
- Німеччина: Франкфурт-на-Майні
- Німеччина: Штутгарт
- Норвегія: Ставангер
- Норвегія: Тронгейм
- Португалія: Албуфейра
- Словаччина: Ліптовський Мікулаш
- Словенія: Нова Гориця
- Фінляндія: Еспоо
- Фінляндія: Куопіо
- Фінляндія: Турку
- Франція: Марсель
- Франція: Ніцца
- Франція: Ренн
- Чехія: Брно
- Швеція: Гальмстад

## Азія
- Бангладеш: Дакка
- Ємен: Аден
- Ізраїль: Беер-Шева
- Ізраїль: Єрусалим
- Індія: Колката
- Індонезія: Бандунг
- Індонезія: Сурабая
- Йорданія: Акаба
- Малайзія: Кучинг
- Оман: Маскат
- Пакистан: Лахор
- Саудівська Аравія: Джидда
- Таїланд: Пхукет
- Туреччина: Анталья
- Туреччина: Мерсін
- Філіппіни: Маніла
- Шрі-Ланка: Коломбо
- Японія: Осака

## Північна Америка
- Багамські Острови: Нассау
- Беліз: Беліз
- Гаїті: Порт-о-Пренс
- Гондурас: Сан-Педро-Сула
- Гондурас: Тегусігальпа
- Гренада: Сент-Джорджес
- Домініканська Республіка: Пуерто-Плата
- Домініканська Республіка: Санто-Домінго
- Канада: Галіфакс
- Канада: Едмонтон
- Канада: Калгарі
- Колумбія: Барранкілья
- Колумбія: Ібаге
- Колумбія: Картахена
- Колумбія: Медельїн
- Мексика: Акапулько
- Мексика: Гвадалахара
- Мексика: Гуанахуато
- Мексика: Канкун
- Мексика: Тіхуана
- Мексика: Тулансінго
- Панама: Панама
- США: Анкоридж
- США: Белмонт
- США: Бостон
- США: Гонолулу
- США: Денвер
- США: Маямі
- США: Оксфорд
- США: Піттсбург
- США: Ралі
- США: Сан-Валлі
- США: Сан-Франциско
- США: Сент-Луїс
- США: Х'юстон
- Ямайка: Кінгстон

## Південна Америка
- Аргентина: Комодоро-Рівадавія
- Аргентина: Мар-дель-Плата
- Аргентина: Обера
- Аргентина: Росаріо
- Болівія: Ла-Пас
- Бразилія: Белу-Оризонті
- Бразилія: Віторія
- Бразилія: Ерешим
- Бразилія: Салвадор
- Венесуела: Маракайбо
- Еквадор: Гуаякіль
- Еквадор: Кіто
- Парагвай: Асунсьйон
- Перу: Каяо
- Суринам: Парамарибо
- Чилі: Консепсьйон
- Чилі: Ла-Серена

## Африка
- Бенін: Котону
- Бурунді: Бужумбура
- Габон: Лібревіль
- Гана: Аккра
- Гвінея: Конакрі
- Єгипет: Александрія
- Єгипет: Порт-Саїд
- Замбія: Лусака
- Камерун: Яунде
- Мавританія: Нуакшот
- Мадагаскар: Антананаріву
- Малі: Бамако
- Мозамбік: Мапуту
- ПАР: Дурбан
- Руанда: Кігалі
- Судан: Хартум
- Того: Ломе
- Уганда: Кампала

## Австралія та Нова Зеландія
- Австралія: Аделаїда
- Австралія: Брисбен
- Австралія: Дарвін
- Австралія: Мельбурн
- Австралія: Перт
- Нова Зеландія: Окленд
- Нова Зеландія: Крайстчерч